# An-tiki
An-tiki er en tømmerflåde, som de fire eventyrer: Kaptajn Anthony Smith (84-85 år), David Hildred (57 år), Dr Andy Bainbridge (56 år) og John Russell (61 år) krydsede atlanterhavet med. De beskriver selv tømmerflåden som en blikdåse på en træplade.
 
Tømmerflåden er ca. 12 gange 6 meter. Til at lave elektricitet til deres navigationsudstyr (GPS, EPIRB, AIS, Satnav osv) havde de 4 solpaneler, vindmølle og en fodpumpe(?).
De sejlede fra de Kanariske Øer og ankom til Saint Martin i Caribien d. 6. april 2011. Turen tog 66 dage og rejsen var 5117 km (2.763 sømil) lang. Det tog 67 dage at bygge tømmerflåden. 221 flyvefisk landede på "dækket" under turen. De drak 1200 liter vand ud af en beholdning på 2000 liter. 3 flasker single malt Whisky blev drukket undervejs.
Anthony Smith svar til folk, som anbefalede ham at tage en bustur til Tyrkiet i stedet, fik svaret at han ikke kunne gå så meget og at en tømmerflåde er mere sikker end de fleste yachts.
Anthony Smith fejrede sin 85 års fødselsdag om bord på tømmerflåden d. 30. marts 2011.